# Макдонах, Мартин
Ма́ртин Макдо́нах, также Макдо́на (англ. Martin McDonagh, MWCD /mək-DUN-ə/) — британо-ирландский кинорежиссёр, сценарист, продюсер и драматург. Автор девяти пьес и постановщик четырех полнометражных кинофильмов — «Залечь на дно в Брюгге» (2008), «Семь психопатов» (2012), «Три билборда на границе Эббинга, Миссури» (2017) и «Банши Инишерина» (2022). Лауреат премии «Оскар» в номинации «Лучший короткометражный игровой фильм» («Шестизарядник»). Брат режиссёра Джона Майкла Макдонаха.

## Биография
Мартин Макдонах родился 26 марта 1970 года в ирландской семье в районе Камбервелл (англ. Camberwell) Лондона . Его родители — строительный рабочий и уборщица — уехали в Голуэй (откуда был родом отец), а Мартин и его брат Джон (англ. John Michael McDonagh) остались в Лондоне, где по достижении шестнадцати лет начали получать пособие по безработице.
Мартин пытался стать писателем. Первые два десятка радиопьес и сценариев, написанных им, были отвергнуты редакциями. Но в 1997 году пришёл успех: пьеса «Королева красоты из Линейна», написанная за восемь дней годом ранее, была поставлена на Бродвее и, помимо известности, принесла автору театральные премии «Evening Standard» и «Тони».
Единственный в мире Международный фестиваль Мартина МакДонаха проводится с 2014 года в Перми (Россия) театром «У Моста» (художественный руководитель Сергей Федотов). В январе 2024 года стало известно о том, что фестиваль Мартина МакДонаха изменит концепцию и название. Причина — окончание действия лицензии на территории России.

## Личная жизнь
С 2018 года состоит в отношениях с актрисой Фиби Уоллер-Бридж.

## Творчество

### Драматургия
Трилогия Аранских островов:
- «Банши Инишерина» (или «Призраки с острова Инишер») / The Banshees of Inisheer (неизданная пьеса, которая, возможно, была экранизирована в 2022 г. «Банши Инишерина»)
- 1996 — «Калека с острова Инишмаан» / The Cripple of Inishmaan
- 2001 — «Лейтенант с острова Инишмор» / The Lieutenant of Inismore

Трилогия Линейна:
- 1996 — «Королева красоты» (Красавица из Линейна) / The Beauty Queen of Leenane
- 1997 — «Череп из Коннемара» / A Skull in Connemara
- 1997 — «Сиротливый запад» / The Lonesome West

Другие пьесы:
- 2003 — «Человек-подушка» / The Pillowman
- 2010 — «Однорукий из Спокана» / A Behanding in Spokane
- 2015 — «Палачи» / Hangmen
- 2018 — «Очень-очень-очень тёмная материя» / A Very Very Very Dark Matter

## Фильмография

### Режиссёр
- 2004 — «Шестизарядник» / Six Shooter (премия «Оскар» в категории «Лучший короткометражный игровой фильм»)
- 2008 — «Залечь на дно в Брюгге» / In Bruges
- 2012 — «Семь психопатов» / Seven Psychopaths
- 2017 — «Три билборда на границе Эббинга, Миссури» / Three Billboards Outside Ebbing, Missouri
- 2022 — «Банши Инишерина» / The Banshees of Inisherin[10]
- 2026 — «Дикая лошадь» / Wild Horse Nine

### Сценарист
- 2004 — «Шестизарядник» / Six Shooter
- 2008 — «Залечь на дно в Брюгге» / In Bruges
- 2012 — «Семь психопатов» / Seven Psychopaths
- 2017 — «Три билборда на границе Эббинга, Миссури» / Three Billboards Outside Ebbing, Missouri
- 2022 — «Банши Инишерина» / The Banshees of Inisherin
- 2026 — «Дикая лошадь» / Wild Horse Nine

### Продюсер
- 2012 — «Семь психопатов» / Seven Psychopaths
- 2017 — «Три билборда на границе Эббинга, Миссури» / Three Billboards Outside Ebbing, Missouri
- 2022 — «Банши Инишерина» / The Banshees of Inisherin

## Награды и номинации
| Премия                              | Год  | Фильм                                      | Категория                         | Результат |
| ----------------------------------- | ---- | ------------------------------------------ | --------------------------------- | --------- |
| «Оскар»                             | 2006 | «Шестизарядник»                            | Лучший короткометражный фильм     | Победа    |
| «Оскар»                             | 2009 | «Залечь на дно в Брюгге»                   | Лучший оригинальный сценарий      | Номинация |
| «Оскар»                             | 2018 | «Три билборда на границе Эббинга, Миссури» | Лучший фильм                      | Номинация |
| «Оскар»                             | 2018 | «Три билборда на границе Эббинга, Миссури» | Лучший оригинальный сценарий      | Номинация |
| «Оскар»                             | 2023 | «Банши Инишерина»                          | Лучший фильм                      | Номинация |
| «Оскар»                             | 2023 | «Банши Инишерина»                          | Лучший режиссёр                   | Номинация |
| «Оскар»                             | 2023 | «Банши Инишерина»                          | Лучший оригинальный сценарий      | Номинация |
| «Золотой глобус»                    | 2018 | «Три билборда на границе Эббинга, Миссури» | Лучший режиссёр                   | Номинация |
| «Золотой глобус»                    | 2018 | «Три билборда на границе Эббинга, Миссури» | Лучший сценарий                   | Победа    |
| «Золотой глобус»                    | 2023 | «Банши Инишерина»                          | Лучший режиссёр                   | Номинация |
| «Золотой глобус»                    | 2023 | «Банши Инишерина»                          | Лучший сценарий                   | Победа    |
| BAFTA                               | 2005 | «Шестизарядник»                            | Лучший короткометражный фильм     | Номинация |
| BAFTA                               | 2009 | «Залечь на дно в Брюгге»                   | Лучший британский фильм           | Номинация |
| BAFTA                               | 2009 | «Залечь на дно в Брюгге»                   | Лучший оригинальный сценарий      | Победа    |
| BAFTA                               | 2013 | «Семь психопатов»                          | Лучший британский фильм           | Номинация |
| BAFTA                               | 2018 | «Три билборда на границе Эббинга, Миссури» | Лучший фильм                      | Победа    |
| BAFTA                               | 2018 | «Три билборда на границе Эббинга, Миссури» | Лучший британский фильм           | Победа    |
| BAFTA                               | 2018 | «Три билборда на границе Эббинга, Миссури» | Лучший режиссёр                   | Номинация |
| BAFTA                               | 2018 | «Три билборда на границе Эббинга, Миссури» | Лучший оригинальный сценарий      | Победа    |
| BAFTA                               | 2023 | «Банши Инишерина»                          | Лучший фильм                      | Номинация |
| BAFTA                               | 2023 | «Банши Инишерина»                          | Лучший британский фильм           | Победа    |
| BAFTA                               | 2023 | «Банши Инишерина»                          | Лучший режиссёр                   | Номинация |
| BAFTA                               | 2023 | «Банши Инишерина»                          | Лучший оригинальный сценарий      | Победа    |
| «Выбор критиков»                    | 2018 | «Три билборда на границе Эббинга, Миссури» | Лучший режиссёр                   | Номинация |
| «Выбор критиков»                    | 2018 | «Три билборда на границе Эббинга, Миссури» | Лучший оригинальный сценарий      | Номинация |
| «Выбор критиков»                    | 2023 | «Банши Инишерина»                          | Лучший режиссёр                   | Номинация |
| «Выбор критиков»                    | 2023 | «Банши Инишерина»                          | Лучший оригинальный сценарий      | Номинация |
| «Независимый дух»                   | 2013 | «Семь психопатов»                          | Лучший сценарий                   | Номинация |
| «Независимый дух»                   | 2018 | «Три билборда на границе Эббинга, Миссури» | Лучший сценарий                   | Номинация |
| «Спутник»                           | 2018 | «Три билборда на границе Эббинга, Миссури» | Лучший оригинальный сценарий      | Победа    |
| «Спутник»                           | 2023 | «Банши Инишерина»                          | Лучший режиссёр                   | Номинация |
| «Спутник»                           | 2023 | «Банши Инишерина»                          | Лучший оригинальный сценарий      | Победа    |
| «Сатурн»                            | 2013 | «Семь психопатов»                          | Лучший сценарий                   | Номинация |
| Национальный совет кинокритиков США | 2022 | «Банши Инишерина»                          | Лучший оригинальный сценарий      | Победа    |
| «Сезар»                             | 2019 | «Три билборда на границе Эббинга, Миссури» | Лучший иностранный фильм          | Номинация |
| «Давид ди Донателло»                | 2019 | «Три билборда на границе Эббинга, Миссури» | Лучший иностранный фильм          | Номинация |
| Венецианский кинофестиваль          | 2017 | «Три билборда на границе Эббинга, Миссури» | Золотой лев                       | Номинация |
| Венецианский кинофестиваль          | 2017 | «Три билборда на границе Эббинга, Миссури» | Золотая Озелла за лучший сценарий | Победа    |
| Венецианский кинофестиваль          | 2022 | «Банши Инишерина»                          | Золотой лев                       | Номинация |
| Венецианский кинофестиваль          | 2022 | «Банши Инишерина»                          | Золотая Озелла за лучший сценарий | Победа    |
| Премия Гильдии режиссёров США       | 2018 | «Три билборда на границе Эббинга, Миссури» | Лучший режиссёр                   | Номинация |
| Премия Гильдии режиссёров США       | 2023 | «Банши Инишерина»                          | Лучший режиссёр                   | Номинация |
| Премия Гильдии продюсеров США       | 2018 | «Три билборда на границе Эббинга, Миссури» | Лучший фильм                      | Номинация |
| Премия Гильдии продюсеров США       | 2023 | «Банши Инишерина»                          | Лучший фильм                      | Номинация |